# Бейсужёкское сельское поселение
Бейсужекское сельское поселение — муниципальное образование в Выселковском районе Краснодарского края России.
В рамках административно-территориального устройства Краснодарского края ему соответствует Бейсужёкский сельский округ.
Административный центр и единственный населённый пункт — хутор Бейсужёк Второй.

## Население
| 2010  | 2012  | 2013  | 2014  | 2015  | 2016  | 2017  |
| ----- | ----- | ----- | ----- | ----- | ----- | ----- |
| 1993  | ↘1987 | ↗2008 | ↗2028 | ↗2029 | ↘2014 | ↘2011 |
| 2018  | 2019  | 2020  | 2021  | 2023  |       |       |
| ↘2006 | ↘1994 | ↘1962 | ↘1800 | ↘1746 |       |       |